# Cordylus aridus
Cordylus aridus е вид влечуго от семейство Cordylidae. Видът е застрашен от изчезване.

## Разпространение
Разпространен е в Южна Африка.